# Світле (Ставропольський край)
Світле рос. Посёлок Светлый — селище, адміністративний центр муніципальної освіти «Сільське поселення Свєтлинська сільрада» Новоолександрівського району Ставропольського краю

## Варіанти назви
- Перше відділення стз. Расшєватський

## Географія
Відстань до крайового центру: 76 км.
Відстань до районного центру: 8 км.

## Історія
Дата заснування: 1934 р.

## Інфраструктура
- Централізована клубна система[2]
- Проблема з питною водою[3].

## Освіта
- Дитячий сад загальнорозвиваючого виду з пріоритетним здійсненням діяльності з соціально-особистісного розвитку дітей № 42 «Топольок»[4]
- Середня загальноосвітня школа № 13[5]

## Економіка
- Сільгосппідприємство «Нива». Утворено 23 листопада 1976 року як радгосп «Нива»[6]

## Зноски
1. ↑  Реестр зарегистрированных в АГКГН географических названий объектов на 18/11/2011 Ставропольский край[недоступне посилання з травня 2019]
2. ↑  Централизованная клубная система. Архів оригіналу за 24 лютого 2015. Процитовано 3 серпня 2017. [Архівовано 2015-02-24 у Wayback Machine.]
3. ↑  Как жители семи поселков Ставропольского края обходятся без питьевой воды. Архів оригіналу за 3 вересня 2014. Процитовано 3 серпня 2017.
4. ↑  Детский сад общеразвивающего вида с приоритетным осуществлением деятельности по социально-личностному развитию детей № 42 «Тополек». Архів оригіналу за 4 січня 2018. Процитовано 3 серпня 2017. [Архівовано 2018-01-04 у Wayback Machine.]
5. ↑  Средняя общеобразовательная школа № 13. Архів оригіналу за 28 жовтня 2017. Процитовано 3 серпня 2017. [Архівовано 2017-10-28 у Wayback Machine.]
6. ↑  Календарь государственных праздников Российской федерации, памятных дат и знаменательных событий Ставропольского края на 2011 год. Архів оригіналу за 16 січня 2015. Процитовано 17 січня 2015.